# 손잡이 (펜싱)
펜싱에서 손잡이 또는 그립은 펜싱 선수들이 검을 손으로 잡는 부분이다.
현재 플뢰레와 에페에서 흔히 쓰이는 손잡이의 종류는 4가지이다: 프렌치, 이탈리안 (주로 고전 펜싱에 사용), 스패니쉬 (프렌치와 이탈리안의 중간형), 피스톨 (FIE 대회에서 흔히 쓰인다.) 이 있다. 사브르 펜싱은 벨가드의 특이한 구조로 인해 단일 형태의 손잡이만 허용한다. 사브르의 손잡이는 플라스틱이, 고무, 금속, 나무, 혹은 가죽을 나무 위에 씌운 것이다.

## 이탈리안 그립

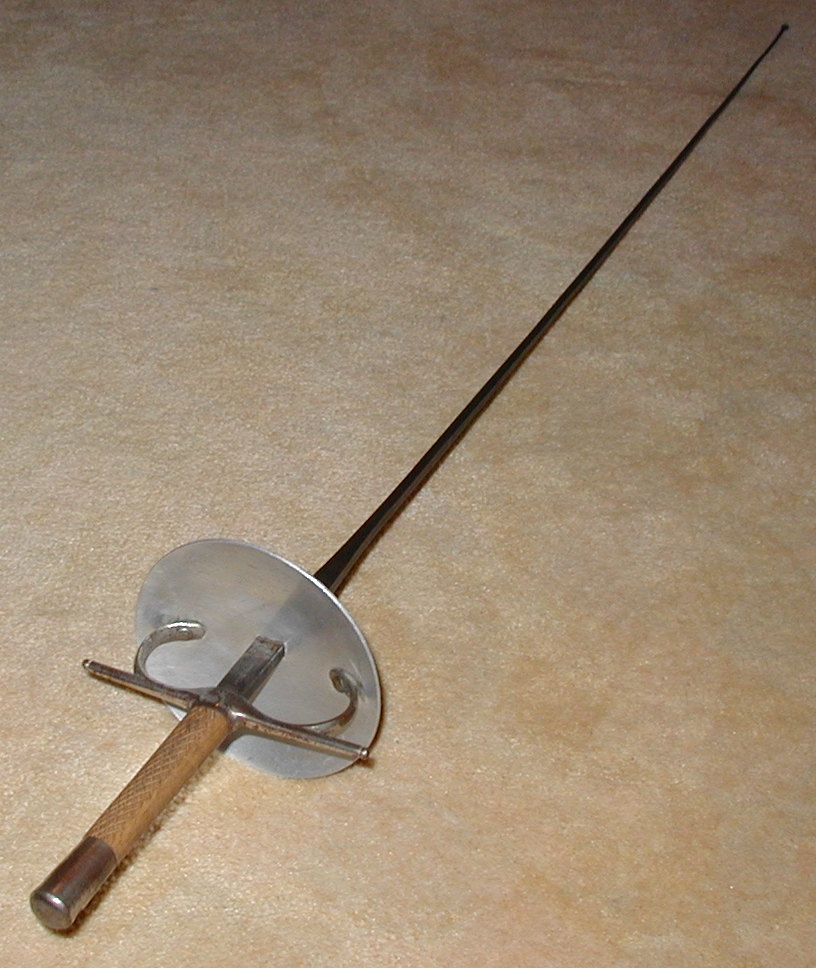
이탈리안 그립의 플뢰레

이탈리안 그립은 가장 고전적인 모델로, 현재의 스포츠 펜싱에는 드물지만, 고전 펜싱에는 가장 흔히 쓰인다. 펜싱 선수들은 이탈리안 그립이 프렌치 그립을 사용하였을 때의 민첩성을 발휘할 수 있지만, 여기에 힘과 안정성을 더했다고 설명한다. 이탈리안 그립은 직선형 손잡이로, 손잡이와 크로스바 (quillions) , 2개의 손가락 걸이를 주로 나무나 알루미늄으로 제작해 손잡이 테이프로 덮은 것이다. 펜싱 선수들의 엄지, 검지, 중지는 리카소라는 칼 밑동의 무딘 부분을 감싼다. 이는 그립감을 좋게 할 뿐만이 아니라, 더 쉽게 제어할 수 있도록 한다.

## 프렌치 그립

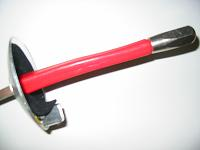
프렌치 그립의 전자 플뢰레

프렌치 그립은 손잡이 부분이 휘어진 형태로, 현대 형식으로는 19세기 말에 처음 제작되었다. 현재 스포츠 펜싱에 흔히 사용되는 피스톨 그립을 비롯해 타 손잡이 형태와는 다르게 프랑스인들은 힘과 안정성보다는 민첩성과 기동성을 더 중요시 한 것으로 나타난다. 프렌치 그립은 벨가드 쪽보다 손잡이를 아랫쪽 힐트를 향하여 쥘 수 있도록 되어 있어, 회피공격에 용이하게 쓸 수 있다. 그 결과 펜싱 선수들은 더 긴 거리를 힘과 안정성을 줄여서 가능하게 만들고, 콩트르 아타크 (Contre-Attaque: 역습) 이나 리미즈 (remise: 반복공격) 전술에 쓰이도록 하였다. 초보자 이상인 경우, 피하며 공격하는 에페 전술에 용이하게 활용할 수 있다.

## 스패니쉬 그립
스패니쉬 그립은 프렌치 그립과 이탈리안 그립의 혼합 형태이다. 프렌치 그립과 형태가 비슷하나, 아래에 손가락 보조장치가 있어 이탈리안 그립의 크로스바와 비슷한 역할을 할 수 있다. 스패니쉬 그립은 두가지로 분류되는데, 진 (True) 스패니쉬 그립은 프렌치 그립과 유사한데 더 기다란 손잡이를 가지고 있고 힐트가 붙어 있다. 변형 (Offset) 스패니쉬 그립은 힐트가 없고 짧은 손잡이를 사용한다. 도스 산토스 (Dos Santos)는 진 스패니쉬 그립을 사용하나, 손바닥 부분이 훨씬 넓다. 진 스패니쉬 그립은, 힐트의 위치가 벨가드와 멀리 떨어져 있어서 사용은 금지되어 있다. 변형 스패니쉬 그립의 사용가능성 여부도 현재 논란의 도마위에 놓여 있다.

## 피스톨 그립

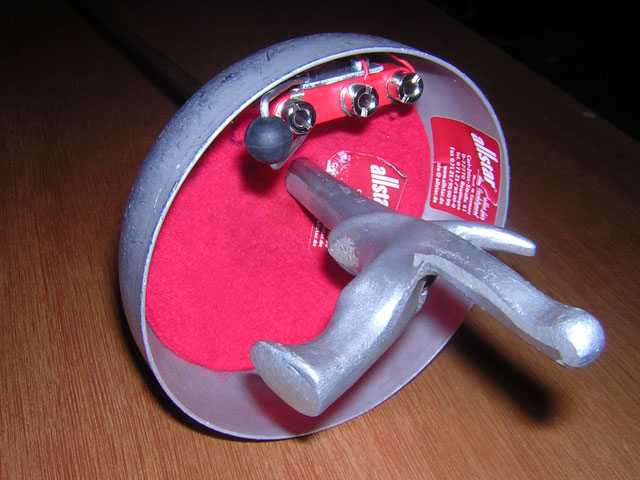
오른손잡이용 피스톨 그립의 전자 에페

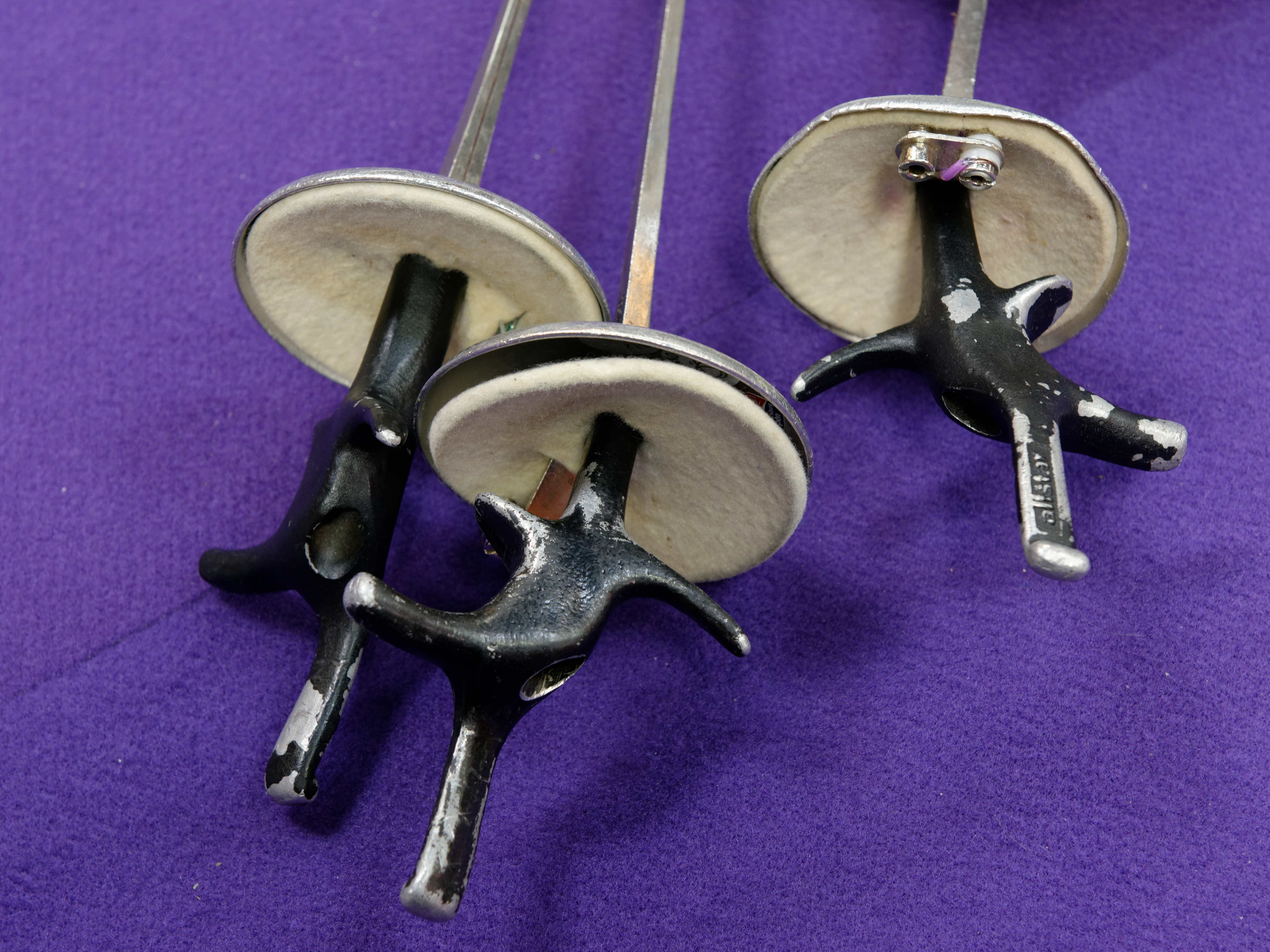
왼손잡이용 벨지언 피스톨 그립의 전자 플뢰레

피스톨 그립은 19세기 이탈리아 귀족이자 펜싱 마스터이자 벨기에에서의 트램 사고로 손가락을 잃었던 L.비스콘티에 의해 처음 고안되었다. 이 그립을 잡았을 때 손은 권총을 잡은 것과 비슷하게 되어, 이름이 붙여졌다. 이 그립의 사용은 민첩성을 크게 향상시켜 스포츠 펜서들로부터 20세기 말을 기점으로 가장 흔히 사용되는 손잡이가 되었다. 그러나, 흠이 있다면 검의 제어가 기존의 손잡이보다 어렵다는 것이었다. 피스톨 그립은 여러가지로 나뉘는데, 최초의 피스톨 그립인 비스콘티 (일반인들에 의해 피스톨 그립의 대명사로 쓰임)를 포함하여, 아메리칸, 그리고 러시안은 무기를 더 꽉 쥘 수 있게 해준다. 펜싱 스타일의 차이에 따라 피스톨 그립도 변종이 다양하다.
상위 레벨의 대회 (국내와 국제대회) 에서, 피스톨 그립은 플뢰레에서 가장 넓게 사용되며, 칼을 움직임이 강력하여 에페 선수들도 자주 사용한다. 그러나, 에페에서는 모든 레벨에서 피스톨 그립 외에도 더 길게 잡을 수 있는 프렌치 그립도 흔히 사용된다. 역습은 플뢰레에서 드물게 사용되는데, 이는 상대의 공격을 완벽하게 막기 힘들고, 리미즈를 유발할 수 있기 때문이다.
대칭형인 프렌치 그립이나 이탈리안 그립과 다르게, 피스톨 그립은 비대칭형으로, 왼손잡이용과 오른손잡이용이 다르게 생겼다.

### 피스톨 그립의 종류
- 비스콘티
- 벨지언
- 러시안
- 아메리칸
- 헝가리안
- 저먼
- 차이니즈 (그립 형태가 아니라 제작 위치를 일반적으로 나타낸다.)
- 체트룰로**
- 가르드르 (프렌치 그립과 피스톨 그립의 혼합형)**
- 럼보
- 지프코비치 (미국식 실내생산형)[1]

~~ ** 주요대회에서 사용 불가능